# Clannad After Story
Clannad – After Story (jap. CLANNAD 〜AFTER STORY〜) ist eine auf dem zweiten Handlungsabschnitt des Ren’ai-Adventure Clannad aufbauende Anime-Fernsehserie. Sie ist zugleich die Fortsetzung der gleichnamigen Serie Clannad. Produziert wurde die 24 Folgen umfassende Serie vom japanischen Studio Kyōto Animation unter der Regie von Tatsuya Ishihara. Erstmals wurde sie beginnend ab dem 2. Oktober 2008 im japanischen Fernsehen gezeigt und später um eine zusätzliche Folge ergänzt, die als OVA veröffentlicht wurde.

## Handlung
→ Siehe Hauptartikel: Clannad – After Story
Die Handlung konzentriert sich im zweiten Abschnitt wesentlich auf die Beziehung zwischen Tomoya und Nagisa, die nach dem Abschluss der Schule eine Familie gründen wollen. Dabei kommt aber erneut Nagisas schwache physische Verfassung zum Tragen, sodass sie es nicht schafft, gemeinsam mit Tomoya ihren Abschluss zu absolvieren. Stattdessen beginnt Tomoya damit, seine väterliche Wohnung zu verlassen, und beginnt als Elektriker zu arbeiten, während Nagisa sich erholt und letztlich auch ihren Abschluss schafft. Als sich die beiden immer näher gekommen sind, beschließen sie ein Kind zu bekommen. Bei der Geburt ereignet sich jedoch ein Schicksalsschlag. Denn obwohl ihre Tochter Ushio wohlauf ist, übersteht Nagisa die Strapazen der Geburt nicht und verstirbt unmittelbar an seiner Seite.
Völlig erschüttert arbeitet Tomoya in den folgenden Jahren übermäßig viel, um dies zu verdrängen und vernachlässigt dabei seine Tochter Ushio, die er in die Obhut von Nagisas Eltern gegeben hatte. Nach mehreren Jahren unternehmen sie den Versuch, Tomoya mit seiner Tochter zusammenzubringen, die bis dahin ihren Vater nur als Onkel kennenlernte. Trotz der gegenseitigen Abneigung, die allerdings mehr von Tomoya ausgeht, erleben die beiden an jenem Tag einen Ausflug, den Tomoya über die vergangenen fünf Jahre nachdenken lässt. Geradezu schuldbewusst, möchte Tomoya von nun an, der Rolle eines Vaters gerecht werden. Doch Ushio, die ihrer Mutter sehr ähnlich ist, leidet unter denselben physischen Beschwerden wie Nagisa. So wird Ushio in der Winterzeit schwer krank und nach einiger Zeit wünscht sie sich einen weiteren Ausflug zu unternehmen. Geplagt von seinem Gewissen, entscheidet sich Tomoya dazu, den Wunsch seiner Tochter zu erfüllen. Doch schon nach den ersten Metern bricht Ushio zusammen und verstirbt ebenfalls in seinen Armen. Voller Verzweiflung schreit er nach Nagisas Hilfe. Da er davor ein magisches Licht erhielt, das einen Wunsch erfüllen kann, als er sich mit seinem Vater vertragen hatte, findet er sich zum Zeitpunkt der Geburt von Ushio, neben Nagisa wieder. Dieses Mal sterben im weiteren Verlauf weder Nagisa, noch Ushio. Tomoya versöhnte sich damit mit seiner Stadt, der er bis dahin nichts abgewinnen konnte.

## Entstehung und Veröffentlichungen
Nach dem Abschluss der ersten Staffel von Clannad wurde im Abspann die Fortsetzung Clannad – After Story mit einer fünfzehnsekündigen Vorschau angekündigt. Animiert wurde die Serie ebenfalls vom Studio Kyōto Animation unter der Regie von Tatsuya Ishihara. Entsprechend waren auch die gleichen Personen bei der Entwicklung involviert.
Die Serie hat insgesamt 24 Folgen und wurde vom 3. Oktober 2008 bis zum 27. März 2009 nach Mitternacht (und damit am vorigen Fernsehtag) auf dem japanischen Fernsehsender TBS in Standardauflösung (NTSC) und auf 4:3 beschnitten ausgestrahlt. Eine Woche später, ab dem 9. Oktober 2008, hatten auch die anderen Sender BS-i, CBC und MBS die Möglichkeit, die Serie im Breitbildformat und in HDTV zu zeigen. Die Serie wurde in Japan auf insgesamt acht DVDs veröffentlicht, die im Zeitraum vom 3. Dezember 2008 bis zum 1. Juli 2009 veröffentlicht wurden. Am 20. April 2011 folgte ein Blu-Ray-Box mit englischen Untertiteln, die trotz ihres hohen empfohlenen Verkaufspreises von 62.580 Yen bzw. damals 521 € die drittmeistverkaufte Blu-Ray-Veröffentlichung in der Erscheinungswoche war.
Ergänzt wurde die Serie am 1. Juli 2009 um eine zusätzliche OVA-Folge Clannad – After Story: Mō Hitotsu no Sekai Kyō-hen (CLANNAD 〜AFTER STORY〜 もうひとつの世界 杏編). Sie stellte ein alternatives Geschehen dar, in dem die Schwestern Ryō und Kyō sich beide in Tomoya verlieben. Kyō gibt dabei ihrer kleinen Schwester bewusst den Vortritt, obwohl Tomoya eigentlich nur in Kyō verliebt ist. Letztlich schaffen es beide Schwestern, diese unwohlsame Situation zu überwinden, und Kyō gesteht Tomoya ihre Liebe.
Außerhalb Japans wurde die Serie in Taiwan ab Juni 2009 durch Proware Multimedia International veröffentlicht. In den Vereinigten Staaten wurde die Serie durch Sentai Filmworks lizenziert und sollte dann durch ADV Films mit englischen Untertiteln lokalisiert und die erste DVD am 20. Oktober 2009 vertrieben werden. Nachdem ADV Films das Geschäft jedoch Ende 2009 auf- und an Section23 Films abgab, veröffentlichten diese die erste DVD an diesem Termin und dann die zweite DVD am 8. Dezember 2009. Diese Fassung wurde auch auf dem Sender The Anime Network ausgestrahlt. Am 19. April 2011 erschien eine DVD-Neufassung, die diesmal eine englische Synchronisation enthält. Zudem wurde die Serie von Siren Visual auf Englisch für die DVD-Region 4, d. h. insbesondere Australien und Neuseeland, lizenziert und am 1. April 2011 veröffentlicht.
Am 26. Februar 2015 gab der deutsche Publisher FilmConfect bekannt, dass er sich die Lizenz, der Serie, gesichert hat. Bis Dezember 2015 veröffentlichte der Publisher vier Volumes zu je sechs Episoden.

## Synchronisation
| Rolle                      | Japanischer Sprecher (Seiyū) | Deutscher Sprecher                   |
| -------------------------- | ---------------------------- | ------------------------------------ |
| Tomoya Okazaki             | Yūichi Nakamura              | Amadeus Strobl                       |
| Nagisa Furukawa            | Mai Nakahara                 | Shanti Chakraborty                   |
| Kyō Fujibayashi            | Ryō Hirohashi                | Marie-Luise Schramm (Folge 1 bis 16) |
| Kyō Fujibayashi            | Ryō Hirohashi                | Tanya Kahana (Folge 20 bis 25)       |
| Kotomi Ichinose            | Mamiko Noto                  | Inken Baxmeier                       |
| Tomoyo Sakagami            | Hōko Kuwashima               | Luisa Wietzorek                      |
| Fūko Ibuki                 | Ai Nonaka                    | Daniela Reidies                      |
| Yōhei Sunohara             | Daisuke Sakaguchi            | Dirk Petrick                         |
| Misae Sagara               | Satsuki Yukino               | Melanie Isakowitz                    |
| Mädchen aus der Scheinwelt | Tomoko Kawakami              | Marie Christin Morgenstern           |

## Musik
Im Vorspann der Serie wurde der Titel Toki o Kizamu Uta (時を刻む唄), im Abspann der Titel Torch verwendet. Beide wurden von Lia interpretiert. Die restliche Musik des Animes baute hauptsächlich auf der ursprünglichen Musik des Spiels auf.